# Одратсайм
Одратсайм (фр. Odratzheim) — коммуна на северо-востоке Франции в регионе Гранд-Эст (бывший Эльзас — Шампань — Арденны — Лотарингия), департамент Нижний Рейн, округ Мольсем, кантон Мольсем. До марта 2015 года коммуна административно входила в состав упразднённого кантона Васлон (округ Мольсем).
Площадь коммуны — 1,54 км², население — 453 человека (2006) с тенденцией к стабилизации: 454 человека (2013), плотность населения — 294,8 чел/км².

## Население
Население коммуны в 2011 году составляло 444 человека, в 2012 году — 439 человек, а в 2013-м — 454 человека.
| 1962 | 1968 | 1975 | 1982 | 1990 | 1999 | 2006 | 2008 | 2011 | 2012 | 2013 |
| ---- | ---- | ---- | ---- | ---- | ---- | ---- | ---- | ---- | ---- | ---- |
| 247  | 284  | 291  | 334  | 347  | 399  | 453  | 460  | 444  | 439  | 454  |

Динамика населения:

## Экономика
В 2010 году из 284 человек трудоспособного возраста (от 15 до 64 лет) 205 были экономически активными, 79 — неактивными (показатель активности 72,2 %, в 1999 году — 74,6 %). Из 205 активных трудоспособных жителей работали 196 человек (103 мужчины и 93 женщины), 9 числились безработными (5 мужчин и 4 женщины). Среди 79 трудоспособных неактивных граждан 30 были учениками либо студентами, 35 — пенсионерами, а ещё 14 — были неактивны в силу других причин.

## Достопримечательности (фотогалерея)

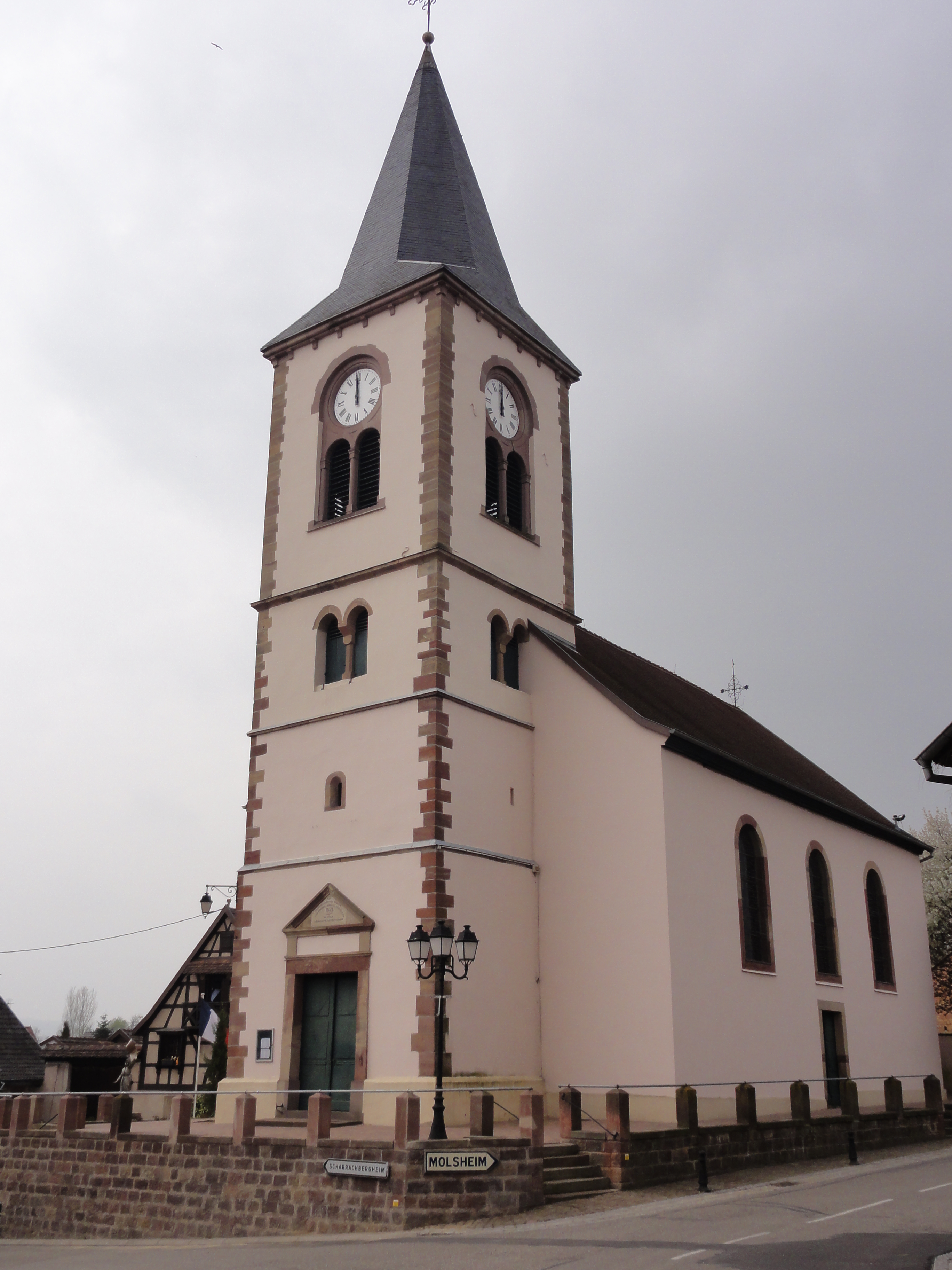
Церковь святой Маргариты
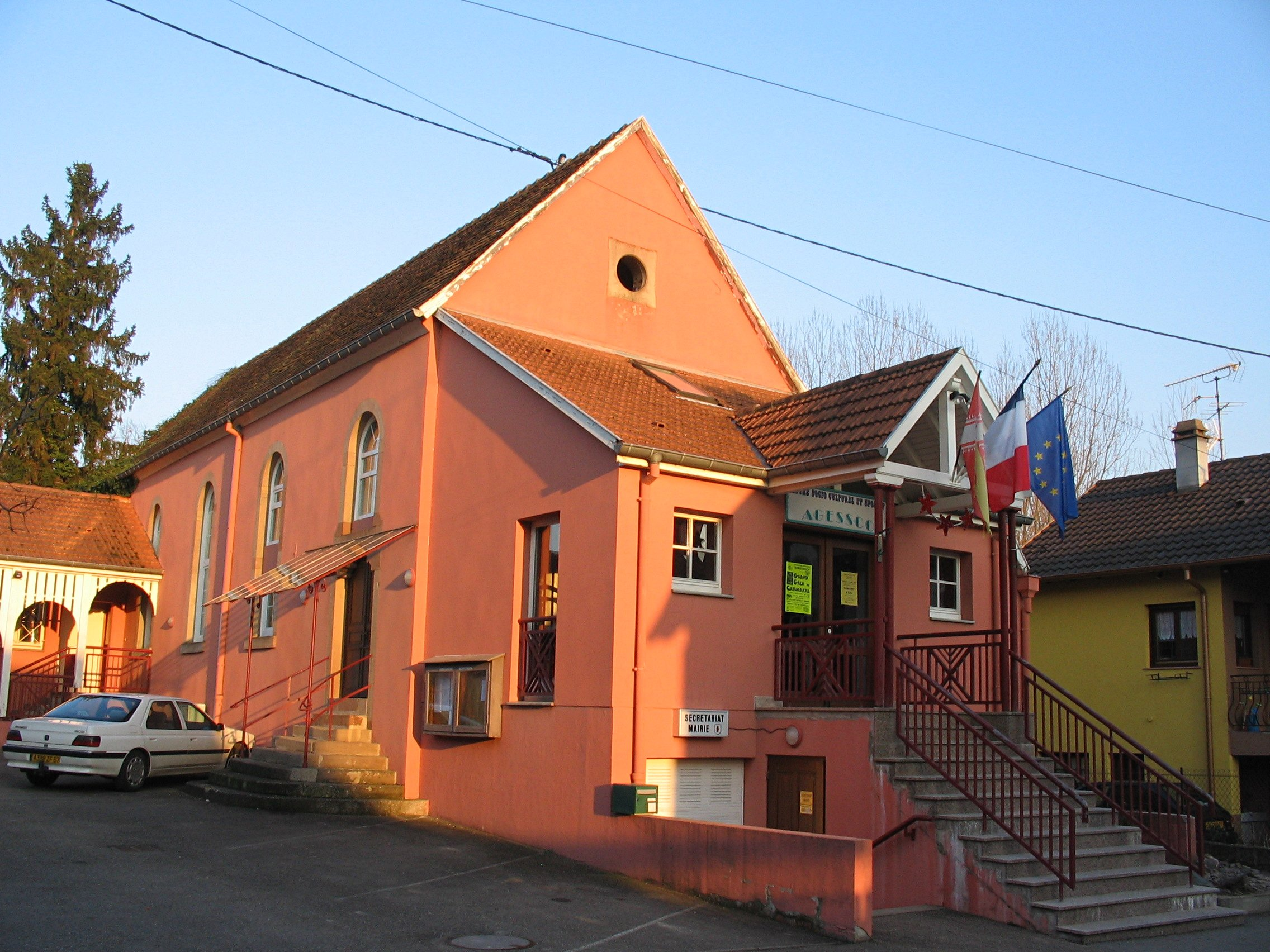
Старая синагога
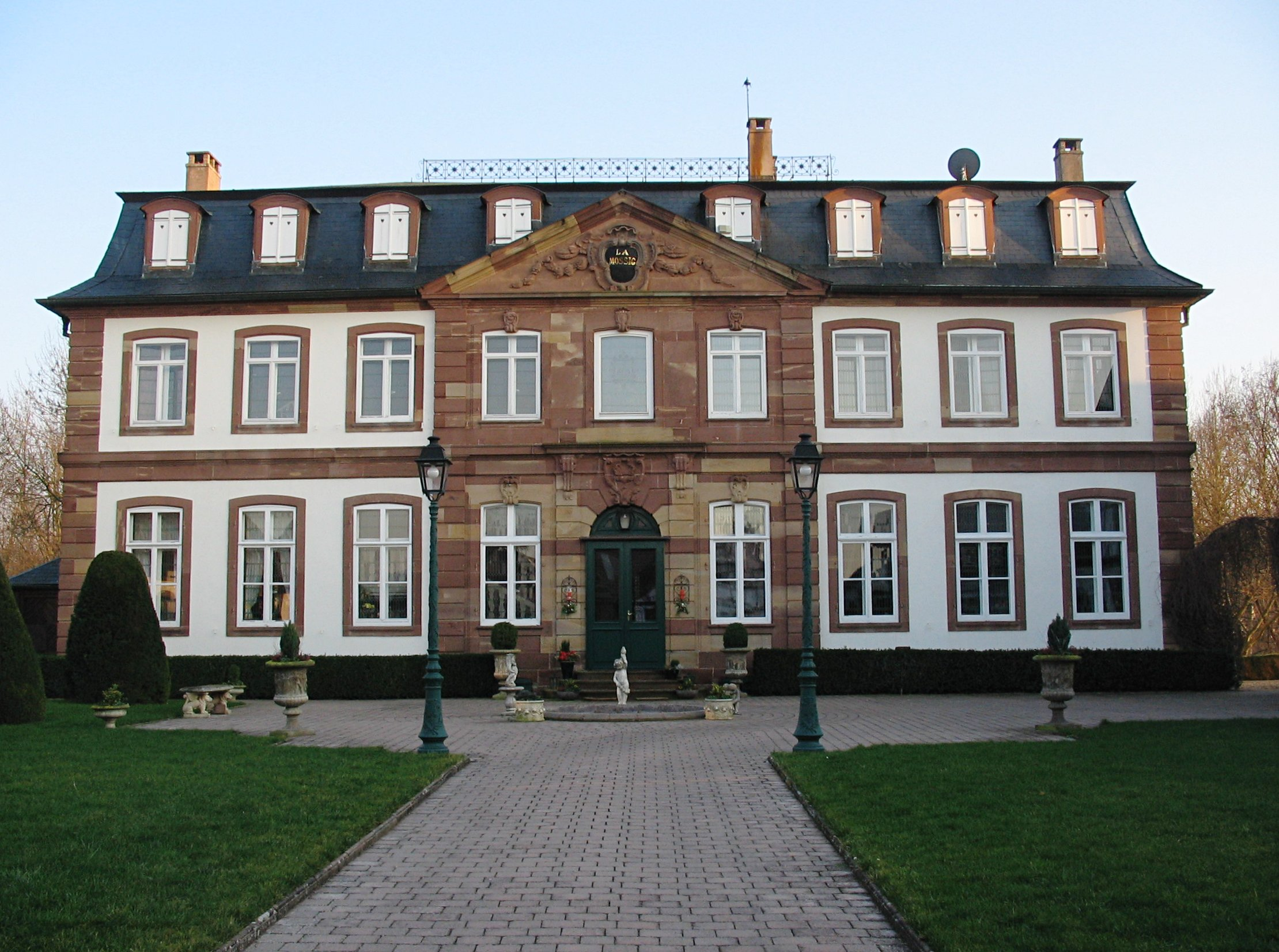
Шато
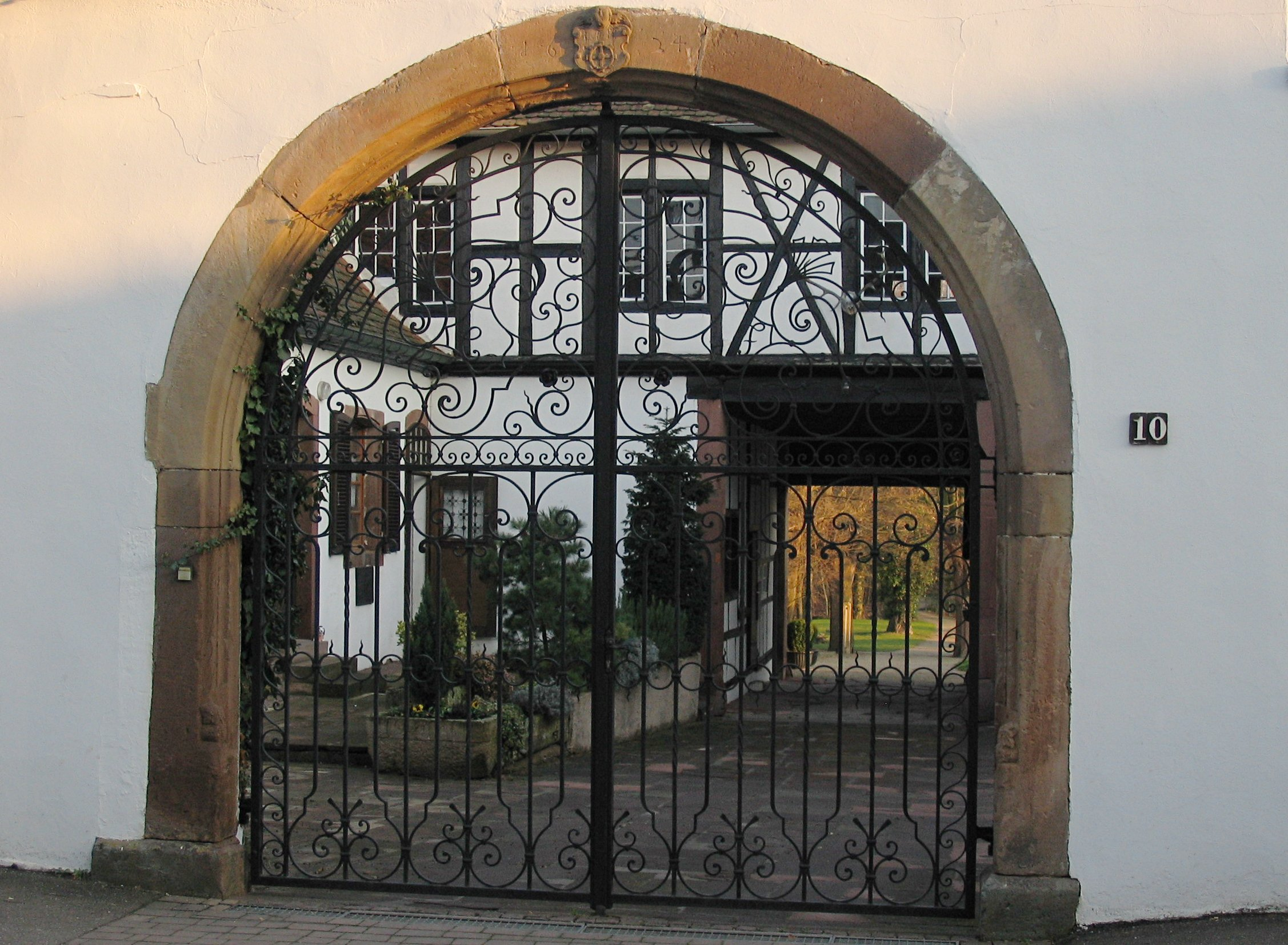
Шато: ворота бокового двора
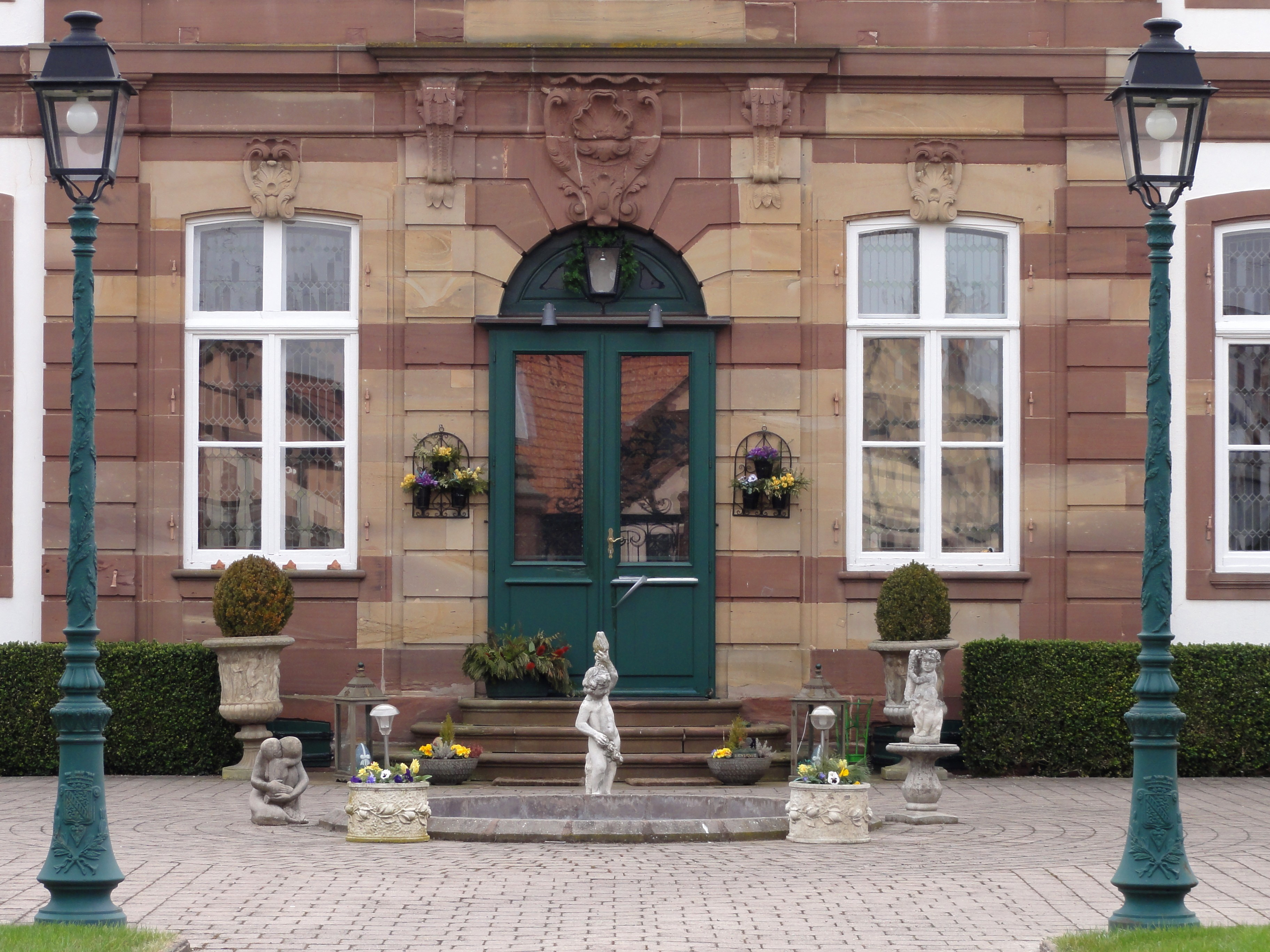
Шато: вход в здание
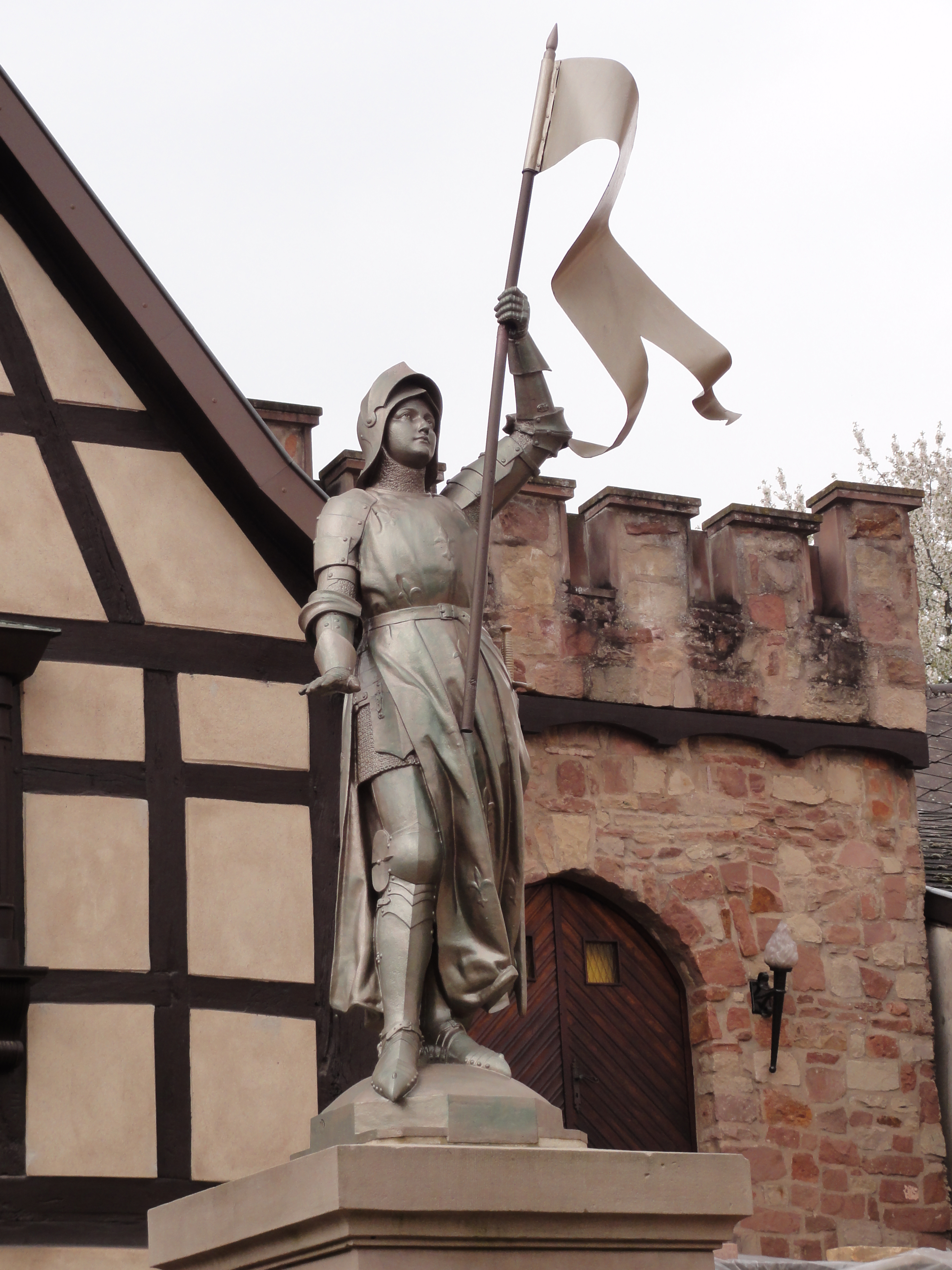
Статуя Жанны д'Арк возле памятника павшим